# 關三十郎 (4代目)
四代目 關三十郞（せき さんじゅうろう、新字体：関 三十郎、1838年（天保9年） - 1889年（明治22年）7月10日）は、幕末から明治初期の歌舞伎役者。屋号は尾張屋。俳名に中車・歌山・黄雀など。本名は關 喜兵衛（せき きへえ）。
五代目市川八百蔵（三代目關三十郎）の養子となり、幼名を花助。最初は關花助の名で江戸で若衆形で舞台に出る。文久2年（1862年）に六代目市川八百蔵を襲名。明治3年（1870年）に養父が死去。その後はドサ廻りが続く。明治6年（1873年）3月に東京村山座で四代目關三十郎を襲名。実悪を得意とし、世話物、時代物をこなした。
子に五代目關三十郎がいる。